# Sega Toylet
Das Sega Toylet (jap. トイレッツ, Toirettsu für Toylets) ist ein Urinal Gaming System, eine Mischung aus Urinal und Videospiel, des japanischen Herstellers Sega.

## Beschreibung
Das Sega Toylet gehört zu den sogenannten interaktiven Urinalen und wurde vom Spielehersteller Sega für den japanischen Markt entwickelt. Es ist seit 2011 in öffentlichen Toiletten der Tōkyō Metro in Benutzung und seit 2012 im allgemeinen Verkauf. Der Name ist ein Kofferwort aus toy, engl. ‚Spiel‘, und toilet, engl. ‚Toilette‘. Der Preis pro Einheit lag 2012 bei 140.000 Yen (etwa 990 Euro), zuzüglich 10.000 Yen (circa 71 Euro) pro Spielprogramm. Das Sega Toylet wird ausschließlich in Japan angeboten.
Das Urinal verfügt über einen Bildschirm, auf dem Videospiele gezeigt werden, die mittels einer Sensorik über die Richtung, Stärke und Dauer des Harnstrahls des Nutzers gesteuert werden können. Sega wirbt damit, dass durch die Spielmöglichkeit die „Zielgenauigkeit“ der Nutzer ansteigt und dadurch die Reinigungsintervalle der Urinale und Urinalbereiche bzw. -räume verlängert werden können.
Zur Auswahl stehen vier Spiele:
- Manneken Pis (nach dem Manneken Pis in Brüssel) misst lediglich die Menge des abgegebenen Urins.
- In Graffiti Eraser muss mittels Richtungswechsels des Strahls ein virtuelles Graffiti entfernt werden
- In The Northern Wind, The Sun and Me muss der Nutzer mittels der Stärke des Strahls einen virtuellen Wind kontrollieren und versuchen, einer Frau das Kleid hochzuwehen
- Battle! Milk From Nose vergleicht den Urinstrahl des aktuellen Nutzers mit dem des vorherigen und lässt den Stärkeren einen virtuellen Sumo-Kampf gewinnen.

Für jedes Spiel kann der erreichte Score auf einem USB-Stick gespeichert und auf Internetbestenlisten hochgeladen werden.
Im ebenfalls von Sega für PlayStation 4 und Windows entwickelten Computerspiel Yakuza Kiwami 2 aus dem Jahr 2018 finden sich Zitate des Urinals. Sie sind darin als funktionale Objekte in die Spielwelt eingebaut und können durch die Spielfigur genutzt werden. Der Spieler kann dadurch die Minispiele in einer an die virtuelle Spielwelt angepassten Form spielen.